# Brian Rusiecki
Brian Rusiecki est un athlète américain né le 17 octobre 1978. Spécialiste de l'ultra-trail, il a notamment remporté la Vermont 100 Mile Endurance Run en 2012, 2014, 2016 et 2017 ainsi que la Massanutten Mountain Trails 100 Mile Run en 2015 et 2016.

## Résultats
| no  | masculin           | Course                                   | Longueur | Départ          | Temps            |
| --- | ------------------ | ---------------------------------------- | -------- | --------------- | ---------------- |
| 3e  | Médaille de bronze | Vermont 100 Mile Endurance Run           | 100 mi   | 16 juillet 2011 | 15 h 53 min 50 s |
| 1er | Médaille d'or      | Vermont 100 Mile Endurance Run           | 100 mi   | 21 juillet 2012 | 14 h 54 min 05 s |
| 2e  | Médaille d'argent  | Massanutten Mountain Trails 100 Mile Run | 100 mi   | 17 mai 2014     | 19 h 06 min 09 s |
| 1er | Médaille d'or      | Vermont 100 Mile Endurance Run           | 100 mi   | 19 juillet 2014 | 14 h 47 min 35 s |
| 1er | Médaille d'or      | Massanutten Mountain Trails 100 Mile Run | 100 mi   | 16 mai 2015     | 19 h 36 min 25 s |
| 2e  | Médaille d'argent  | Vermont 100 Mile Endurance Run           | 100 mi   | 18 juillet 2015 | 15 h 27 min 58 s |
| 1er | Médaille d'or      | Massanutten Mountain Trails 100 Mile Run | 100 mi   | 14 mai 2016     | 19 h 15 min 14 s |
| 1er | Médaille d'or      | Vermont 100 Mile Endurance Run           | 100 mi   | 16 juillet 2016 | 15 h 47 min 11 s |
| 1er | Médaille d'or      | Vermont 100 Mile Endurance Run           | 100 mi   | 15 juillet 2017 | 15 h 12 min 28 s |